# The Band
The Band war eine kanadisch-US-amerikanische Rockband, die von 1967 bis 1976 sowie nach ihrer Neugründung von 1983 bis 1999 bestand.
Die Formation ging aus den Hawks hervor und war zunächst die elektrisch verstärkte Begleitband von Bob Dylan, bevor sie ab 1968 selbst sieben Studioalben veröffentlichten. Zu ihren bekanntesten Songs zählen The Weight und The Night They Drove Old Dixie Down. Stilistisch bewegte sich The Band zwischen Roots Rock, Folk-Rock, Country, Jazz sowie Rhythm'n'Blues und die Bandmitglieder zeichneten sich als Multiinstrumentalisten aus. Das legendäre Abschiedskonzert The Last Waltz mit Gastauftritten zahlreicher Musikgrößen am 25. November 1976 wurde von Martin Scorsese unter dem Titel The Band als Konzertfilm veröffentlicht.
In der Rangliste der 100 größten Musiker aller Zeiten des Rolling Stone belegt The Band Platz 50. Darüber hinaus zählt sie zu den Mitgliedern der Rock and Roll Hall of Fame.

## Bandgeschichte

### Karriere
Die Mitglieder von The Band lernten sich kennen, als sie für Ronnie Hawkins in dessen Gruppe The Hawks spielten. Levon Helm kam 1957 als erster zu Hawkins, Robertson, Danko und Manuel in den frühen Sechzigern. Hawkins schickte die Musiker in eine harte Schule: Mehrere Jahre lang standen sie sechs Abende die Woche auf der Bühne. „That kept those guys out of trouble. And we were all staying together, so I could keep an eye on them“, bemerkte Hawkins Jahre später in einem Interview („so konnten diese Jungs nicht in Schwierigkeiten geraten und weil wir immer zusammen waren, konnte ich ein Auge auf sie haben“).
1965 verließen die vier jungen Männer die Hawks – sie wollten ihren eigenen Sound spielen. Von 1963 bis 1965 waren sie unter dem Namen „Levon and The Hawks“ in Clubs und Spelunken unterwegs, bis sie von Bob Dylan entdeckt wurden. Sie begleiteten Dylan auf seiner „Electric“-Tour (1965 bis 1966) und für die „Basement Tapes“ 1967. Ihre lange Zeit nur als Bootleg veröffentlichten „Basement-Tapes“ von 1967 stellen den Beginn der intensiveren Beschäftigung diverser US-amerikanischer Rockmusiker mit der so genannten Rootsmusik dar. Besonders Country, den die Band in ihre Musik einflocht, war bis Mitte der 1960er in der Jugendbewegung als reaktionär abgelehnt worden. Die Band war somit Teil des Beginns einer alternativen, mit dem Geist des Rock gepaarten Countrymusik. Die ganzen Jahre über spielte The Band aber auch eigene Songs und Konzerte. Bekannt wurden unter anderem The Night They Drove Old Dixie Down, The Weight und King Harvest (Has Surely Come).
Nach zahlreichen Tourneen und Live-Auftritten beschloss die Band, ihr Abschiedskonzert zu geben. „We filled up that glass to such an extent that I didn't have any great hunger for it anymore (...) The hardest thing in rock’n’roll are knowing when to quit and how to do it with class.“ (Robertson)

### The Last Waltz

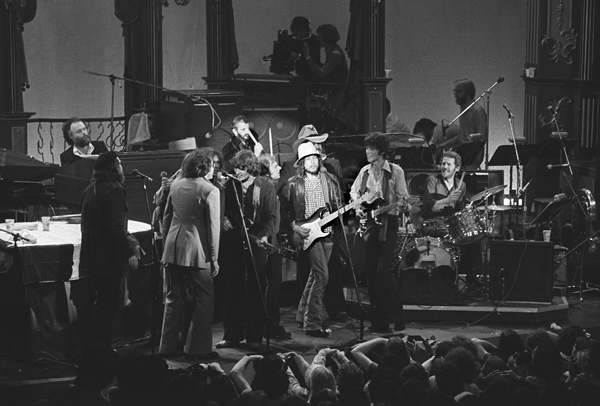
The Band (nicht im Bild: Richard Manuel) mit Bob Dylan, Ringo Starr, Ronnie Hawkins, Dr. John, Neil Young, Joni Mitchell, Van Morrison und Neil Diamond während des The-Last Waltz-Konzerts am 25. November 1976

Fünf Wochen hatten die Band Zeit zur Vorbereitung. Gastmusiker, das Repertoire, Geld für den Film, ein Drehbuch, die Bühnenaufmachung und ein Regisseur mussten gefunden werden. Bill Graham, einer der größten Konzertveranstalter von San Francisco, stellte ihnen seine Winterland-Halle mit 5.400 Plätzen zur Verfügung. Dies war die Halle, in der The Band im April 1969 ihr Bühnendebüt als The Band gegeben hatte.
Graham, der The Band auf ihrer 1974er Tour promoted hatte, besorgte für das Konzert am Thanksgivingday u. a. 200 Truthähne, 140 kg Lachs und 180 kg Kürbiskuchen. Er organisierte auch ein klassisches Orchester, das Walzer spielen sollte, sowie professionelle Tänzerinnen und Tänzer. Graham hatte auch die Idee, während des Essens Gedichte vorlesen zu lassen. Er organisierte dazu Poeten aus San Francisco, darunter Lawrence Ferlinghetti, Michael McClure und Frank Reynolds von den Hells Angels. Nach dem Dinner mussten Grahams Leute in wenigen Minuten die Tische und Stühle von 5000 Zuschauern verschwinden lassen, bevor The Band die Bühne betrat.
The Band dachten darüber nach, Ronnie Hawkins und Bob Dylan einzuladen. Wenn diese beiden kämen, müsste aber auch Eric Clapton eingeladen werden. Schließlich standen auch noch folgende Namen auf der Liste: Paul Butterfield, Van Morrison, Dr. John, Neil Young, Joni Mitchell, Neil Diamond, Muddy Waters, Emmylou Harris, Ringo Starr, Ron Wood, The Staple Singers. Der Songwriter Bobby Charles sollte mit den Arrangements helfen. Rock Brynner, der Sohn von Yul Brynner und ein Freund Robertsons, hatte die Idee für den Namen des Konzerts.
Kurz vor dem Konzert und den Filmaufnahmen hatte The Band zwar den Namen (The Last Waltz) aber noch keinen Titelsong. Noch während die Gespräche für den Film stattfanden, begann Robbie Robertson zu komponieren. Das Konzert selbst am Thanksgivingday, dem 25. November 1976, war ein Riesenerfolg. Obwohl die Tickets 50 $ kosteten, ein damals sehr hoher Preis, war die Winterland-Halle ausverkauft. Die Band und ihre Musikerkollegen spielten fünf Stunden lang. Zuletzt spielten sie den Song, mit dem ihr Erfolg angefangen hatte: Don't Do It! von Marvin Gaye. Nach dem Konzert jammten die Band und ihre Gastmusiker im Hotel noch stundenlang weiter.

### Nach The Last Waltz
Nach dem Abschied vom Publikum war die Geschichte von „The Band“ noch nicht zu Ende: Erst musste der Film fertiggestellt sowie ein Plattenvertrag erfüllt werden. Zwei Songs, die im Film zu hören sind, wurden erst nach dem Konzert aufgenommen: Evangeline mit Emmylou Harris und The Weight mit The Staple Singers. Die Originalversion von The Weight befand sich schon auf dem Album Music from Big Pink von 1968 und ist außerdem im Film Easy Rider von 1969 zu hören und war laut Paul McCartney möglicherweise Inspiration für den Beatles-Song Carry That Weight (erschienen 1969). Aus rechtlichen Gründen erschien der Song von The Band auf dem Easy-Rider-Soundtrack-Album in einer Coverversion der kalifornischen Band Smith.
Der Film The Band von Martin Scorsese kam im Frühjahr 1978, 16 Monate nach dem Konzert, in die Kinos. Vier Monate hatten Robertson und Scorsese allein an der Tontechnik gearbeitet, mit Erfolg: Bei den Oscars 1979 war der Film für den besten Sound nominiert (außerdem für den besten Schnitt und als bester Dokumentarfilm). Allerdings veränderte Robertson den ursprünglichen Soundtrack durch Overdubs sehr stark; so spielte er seine Gitarrensoli im Studio noch einmal nach. Deshalb geben Platte und Film das Konzertereignis nicht ganz authentisch wieder. Beim Bob-Dylan-Song Forever young beispielsweise wurde die zweite Strophe herausgeschnitten.
Anschließend gingen die Mitglieder von The Band ihre eigenen Wege. 1977 nahmen sie ihr letztes gemeinsames Album Islands auf, das jedoch nicht mehr an die früheren Erfolge anknüpfen konnte.
Robbie Robertson und Levon Helm machten Karriere in der Musik- und Filmbranche, Rick Danko versuchte eine Solokarriere zu starten. Aber alle Bandmitglieder außer Robertson trauerten den alten Zeiten nach. 1983 versuchten sie ein Comeback ohne Robertson, der durch Earl Cate ersetzt werden sollte. 1986 nahm sich der schwer depressive und alkoholabhängige Richard Manuel das Leben. Robertson widmete ihm auf seinem ersten Soloalbum von 1987 einen Song: Fallen Angel.
Im Jahr 1993 nahmen Danko, Helm und Hudson ein weiteres Album auf: Jericho. Ohne den Gitarristen und Hauptsongwriter Robertson klang es nicht mehr nach The Band, wurde von der Kritik trotzdem gut aufgenommen. Ein Jahr später wurden sie in die Rock and Roll Hall of Fame aufgenommen. 1996 folgte das Album High on the Hog und zum 30. Bandgeburtstag 1998 das letzte Album Jubilation. Rick Danko starb am 10. Dezember 1999 – das war das endgültige Aus der Band.
Im Februar 2008 wurden The Band in Los Angeles mit dem Lifetime Achievement Award geehrt.
Am 19. April 2012 starb Levon Helm mit 71 Jahren an Kehlkopfkrebs. Die Krankheit war bereits in den späten 1990er Jahren festgestellt worden. Am 9. August 2023 starb Robbie Robertson nach langer Krankheit im Alter von 80 Jahren. Der Bandälteste Garth Hudson war damit bis zu seinem Tod am 21. Januar 2025 das letzte noch lebende Bandmitglied.

## Diskografie

### Studioalben
| Jahr | Titel                            | Höchstplatzierung, Gesamtwochen, AuszeichnungChartplatzierungen (Jahr, Titel, Platzierungen, Wochen, Auszeichnungen, Anmerkungen) | Höchstplatzierung, Gesamtwochen, AuszeichnungChartplatzierungen (Jahr, Titel, Platzierungen, Wochen, Auszeichnungen, Anmerkungen) | Höchstplatzierung, Gesamtwochen, AuszeichnungChartplatzierungen (Jahr, Titel, Platzierungen, Wochen, Auszeichnungen, Anmerkungen) | Anmerkungen |
| Jahr | Titel                            | DE | UK | US | Anmerkungen |
| ---- | -------------------------------- | --- | --- | --- | --- |
| 1968 | Music from Big Pink              | DE69 (1 Wo.)DE | UK— SilberUK | US30 Gold · (40 Wo.)US | Erstveröffentlichung: 1. Juli 1968 in DE erst 2018 in den Charts Platz 34 der Rolling-Stone-500 (2003); Grammy Hall of Fame |
| 1969 | The Band                         | — | UK25 Gold · (12 Wo.)UK | US9 Platin · (49 Wo.)US | Erstveröffentlichung: 22. September 1969 Platz 45 der Rolling-Stone-500 (2003); Grammy Hall of Fame                         |
| 1970 | Stage Fright                     | DE83 (1 Wo.)DE | UK15 (7 Wo.)UK | US5 Gold · (22 Wo.)US | Erstveröffentlichung: 17. August 1970 in DE erst 2021 in den Charts                                                         |
| 1971 | Cahoots                          | — | UK41 (1 Wo.)UK | US21 (14 Wo.)US | Erstveröffentlichung: 15. September 1971                                                                                    |
| 1973 | Moondog Matinee                  | — | — | US28 (20 Wo.)US | Erstveröffentlichung: 15. Oktober 1973                                                                                      |
| 1974 | Planet Waves                     | — | — | US1 Gold · (21 Wo.)US | Erstveröffentlichung: 17. Januar 1974 mit Bob Dylan                                                                         |
| 1975 | The Basement Tapes               | — | UK8 (10 Wo.)UK | US7 Gold · (14 Wo.)US | Erstveröffentlichung: 26. Juni 1975 mit Bob Dylan                                                                           |
| 1975 | Northern Lights – Southern Cross | — | — | US26 (19 Wo.)US | Erstveröffentlichung: 1. November 1975                                                                                      |
| 1977 | Islands                          | — | — | US64 (10 Wo.)US | Erstveröffentlichung: 15. März 1977                                                                                         |
| 1993 | Jericho                          | — | — | US166 (1 Wo.)US | Erstveröffentlichung: 2. November 1993                                                                                      |
| 1996 | High on the Hog                  | — | — | — | Erstveröffentlichung: 27. Februar 1996                                                                                      |
| 1998 | Jubilation                       | — | — | — | Erstveröffentlichung: 15. September 1998                                                                                    |

### Livealben
| Jahr | Titel                             | Höchstplatzierung, Gesamtwochen, AuszeichnungChartplatzierungen (Jahr, Titel, Platzierungen, Wochen, Auszeichnungen, Anmerkungen) | Höchstplatzierung, Gesamtwochen, AuszeichnungChartplatzierungen (Jahr, Titel, Platzierungen, Wochen, Auszeichnungen, Anmerkungen) | Höchstplatzierung, Gesamtwochen, AuszeichnungChartplatzierungen (Jahr, Titel, Platzierungen, Wochen, Auszeichnungen, Anmerkungen) | Höchstplatzierung, Gesamtwochen, AuszeichnungChartplatzierungen (Jahr, Titel, Platzierungen, Wochen, Auszeichnungen, Anmerkungen) | Anmerkungen                                                                                                  |
| Jahr | Titel                             | DE | AT | UK | US | Anmerkungen                                                                                                  |
| ---- | --------------------------------- | --- | --- | --- | --- | --- |
| 1972 | Rock of Ages                      | — | — | — | US6 Gold · (28 Wo.)US | Erstveröffentlichung: 15. August 1972 aufgenommen am 31. Dezember 1971 in der Academy of Music in New York   |
| 1974 | Before the Flood                  | DE24 (4 Wo.)DE | AT3 (24 Wo.)AT | UK8 (7 Wo.)UK | US3 Platin · (19 Wo.)US | Erstveröffentlichung: 20. Juni 1974 mit Bob Dylan                                                            |
| 1978 | The Last Waltz                    | DE13 (7 Wo.)DE | AT23 (4 Wo.)AT | UK— GoldUK | US16 (21 Wo.)US | Erstveröffentlichung: 7. April 1978 das Abschiedskonzert am 25. November 1976 im Winterland in San Francisco |
| 2013 | Live at the Academy of Music 1971 | — | — | UK81 (1 Wo.)UK | — | Erstveröffentlichung: 17. September 2013                                                                     |
| 2024 | The 1974 Live Recordings          | DE5 (2 Wo.)DE | — | — | — | Erstveröffentlichung: 20. September 2024 mit Bob Dylan                                                       |

Weitere Livealben
- 1995: Live at Watkins Glen
- 2010: Live in Tokyo 1983
- 2014: Carter Barron Amphitheater Washington DC, July 17th, 1976
- 2015: Palladium Circles: The Classic NYC Broadcast 1976
- 2015: And Then There Were Four: FM Broadcast, Chicago 1983

### Kompilationen
| Jahr | Titel                                                   | Höchstplatzierung, Gesamtwochen, AuszeichnungChartplatzierungen (Jahr, Titel, Platzierungen, Wochen, Auszeichnungen, Anmerkungen) | Höchstplatzierung, Gesamtwochen, AuszeichnungChartplatzierungen (Jahr, Titel, Platzierungen, Wochen, Auszeichnungen, Anmerkungen) | Höchstplatzierung, Gesamtwochen, AuszeichnungChartplatzierungen (Jahr, Titel, Platzierungen, Wochen, Auszeichnungen, Anmerkungen) | Höchstplatzierung, Gesamtwochen, AuszeichnungChartplatzierungen (Jahr, Titel, Platzierungen, Wochen, Auszeichnungen, Anmerkungen) | Höchstplatzierung, Gesamtwochen, AuszeichnungChartplatzierungen (Jahr, Titel, Platzierungen, Wochen, Auszeichnungen, Anmerkungen) | Anmerkungen                                          |
| Jahr | Titel                                                   | DE | AT | CH | UK | US | Anmerkungen                                          |
| ---- | ------------------------------------------------------- | --- | --- | --- | --- | --- | ---------------------------------------------------- |
| 1976 | The Best of the Band                                    | — | — | — | — | US51 Gold · (14 Wo.)US | Erstveröffentlichung: 15. Juli 1976                  |
| 2000 | Greatest Hits                                           | — | — | — | UK— SilberUK | US83 (2 Wo.)US | Erstveröffentlichung: 26. September 2000             |
| 2013 | Opus Collection                                         | — | — | — | — | US91 (3 Wo.)US | Erstveröffentlichung: 2013                           |
| 2014 | The Basement Tapes Raw: The Bootleg Series Vol. 11      | DE9 (4 Wo.)DE | AT6 (4 Wo.)AT | CH12 (4 Wo.)CH | — | US41 (3 Wo.)US | Erstveröffentlichung: 4. November 2014 mit Bob Dylan |
| 2014 | The Basement Tapes Complete: The Bootleg Series Vol. 11 | — | — | — | UK17 (3 Wo.)UK | US42 (2 Wo.)US | Erstveröffentlichung: 4. November 2014 mit Bob Dylan |

grau schraffiert: keine Chartdaten aus diesem Jahr verfügbar

### Tributealben
- 2007: Endless Highway – The Music of the Band

### Singles
| Jahr | Titel Album                                                            | Höchstplatzierung, Gesamtwochen, AuszeichnungChartplatzierungen (Jahr, Titel, Album, Platzierungen, Wochen, Auszeichnungen, Anmerkungen) | Höchstplatzierung, Gesamtwochen, AuszeichnungChartplatzierungen (Jahr, Titel, Album, Platzierungen, Wochen, Auszeichnungen, Anmerkungen) | Anmerkungen |
| Jahr | Titel Album                                                            | UK | US | Anmerkungen |
| ---- | ---------------------------------------------------------------------- | --- | --- | --- |
| 1968 | The Weight Music from Big Pink                                         | UK21 (9 Wo.)UK | US63 (7 Wo.)US | Erstveröffentlichung: 8. August 1968 Autor: Robbie Robertson Platz 41 der Rolling-Stone-500 (2004); Rock and Roll Hall of Fame |
| 1969 | Up on Cripple Creek The Band                                           | — | US25 (14 Wo.)US | Erstveröffentlichung: 29. November 1969 Autor: Robbie Robertson                                                                |
| 1970 | Rag Mama Rag The Band                                                  | UK16 (9 Wo.)UK | US57 (8 Wo.)US | Erstveröffentlichung: 1970 Autor: Robbie Robertson                                                                             |
| 1970 | Time to Kill Stage Fright                                              | — | US77 (4 Wo.)US | Erstveröffentlichung: 1970 Autor: Robbie Robertson                                                                             |
| 1971 | Life Is a Carnival Cahoots                                             | — | US72 (6 Wo.)US | Erstveröffentlichung: 1971 Autoren: Levon Helm, Robbie Robertson, Rick Danko                                                   |
| 1972 | Don’t Do It (Live) Rock of Ages                                        | — | US34 (11 Wo.)US | Erstveröffentlichung: 1972 Autoren: Brian Holland, Lamont Dozier, Eddie Holland                                                |
| 1973 | Ain’t Got No Home Moondog Matinee                                      | — | US73 (7 Wo.)US | Erstveröffentlichung: 1973 Autor: Clarence Henry                                                                               |
| 1974 | Most Likely You Go Your Way (And I’ll Go Mine) (Live) Before the Flood | — | US66 (5 Wo.)US | Erstveröffentlichung: 1974 mit Bob Dylan                                                                                       |
| 1975 | Ophelia Northern Lights – Southern Cross                               | — | US62 (4 Wo.)US | Erstveröffentlichung: 1975 Autor: Robbie Robertson                                                                             |

Weitere Singles
- 1968: Chest Fever
- 1968: I Shall Be Released
- 1968: This Wheel’s on Fire
- 1969: The Night They Drove Old Dixie Down (Platz 245 der Rolling-Stone-500 (2004); Rock and Roll Hall of Fame)
- 1970: The Shape I’m In
- 1970: Stage Fright
- 1972: (I Don’t Want To) Hang Up My Rock’n Roll Shoes
- 1973: Caledonia Mission
- 1973: The Great Pretender
- 1973: Third Man Theme
- 1974: Something There Is About You (mit Bob Dylan)
- 1976: Georgia on My Mind
- 1977: Right As Rain
- 1978: Out of the Blue
- 1993: Remedy
- 1993: Atlantic City
- 1996: Stand Up
- 1996: Free Your Mind

### Videoalben
| Jahr | Titel          | Höchstplatzierung, Gesamtwochen, AuszeichnungChartsChartplatzierungen (Jahr, Titel, Platzierungen, Wochen, Auszeichnungen, Anmerkungen) | Anmerkungen                                               |
| Jahr | Titel          | DE | Anmerkungen                                               |
| ---- | -------------- | --- | --------------------------------------------------------- |
| 2002 | The Last Waltz | DE66 (3 Wo.)DE | Erstveröffentlichung: 2002 Abschiedskonzert von 1976; DVD |

## Auszeichnungen für Musikverkäufe
| Goldene Schallplatte - Kanada - 1978: für das Album The Last Waltz | Platin-Schallplatte - Neuseeland - 2021: für die Single The Weight |

Anmerkung: Auszeichnungen in Ländern aus den Charttabellen bzw. Chartboxen sind in ebendiesen zu finden.
| Land/RegionAuszeichnungen für Musikverkäufe (Land/Region, Auszeichnungen, Verkäufe, Quellen) | Silber     | Gold     | Platin     | Verkäufe  | Quellen          |
| -------------------------------------------------------------------------------------------- | ---------- | -------- | ---------- | --------- | ---------------- |
| Kanada (MC)                                                                                  | —          | Gold1    | —          | 50.000    | musiccanada.com  |
| Neuseeland (RMNZ)                                                                            | —          | —        | Platin1    | 30.000    | radioscope.co.nz |
| Vereinigte Staaten (RIAA)                                                                    | —          | 6× Gold6 | 2× Platin2 | 5.000.000 | riaa.com         |
| Vereinigtes Königreich (BPI)                                                                 | 2× Silber2 | 2× Gold2 | —          | 320.000   | bpi.co.uk        |
| Insgesamt                                                                                    | 2× Silber2 | 9× Gold9 | 3× Platin3 |           |                  |

## Auszeichnungen
- 1989: Aufnahme in die Canadian Music Hall of Fame der CARAS[8]
- 1994: Aufnahme in die Rock and Roll Hall of Fame[3]
- 1998: Das Album Music from Big Pink wird in die Academy Hall of Fame der NARAS[9]
- 1999: Das Album The Band wird in die Academy Hall of Fame der NARAS[9]
- 2004: Platz 50 der 100 größten Musiker aller Zeiten des Rolling Stone[10]
- 2008: Auszeichnung mit dem Grammy Lifetime Achievement Award der NARAS[11]